# شانون كونلي
شانون كونلي (بالإنجليزية: Shannon Conley)‏ هي مغنية ومغنية مؤلفة وملحنة وممثلة أمريكية، ولدت في 31 ديسمبر 1970.

## وصلات خارجية
- الموقع الرسمي
- شانون كونلي على موقع IMDb (الإنجليزية)
- شانون كونلي على موقع قاعدة بيانات الفيلم (الإنجليزية)
- شانون كونلي على موقع ANN person (الإنجليزية)